# 烈火系列飛彈
烈火系列飛彈（英語：Agni Missile Series）是印度根據國防部的綜合導彈發展計劃開展，並由印度國防研究和發展組織（DRDO）負責所開發的一系列烈火彈道飛彈統稱，現時烈火飛彈家族的最新成員是計劃中的烈火-6洲際彈道飛彈。
烈火（梵語：अग्नि，Agni）一詞源於印度教和吠陀教的火神阿耆尼，負責掌管祭祀之火和戰爭之火，象徵著火焰永恆不朽的奇蹟。

## 系列簡述

### 烈火-1
主條目：烈火-1短程彈道飛彈

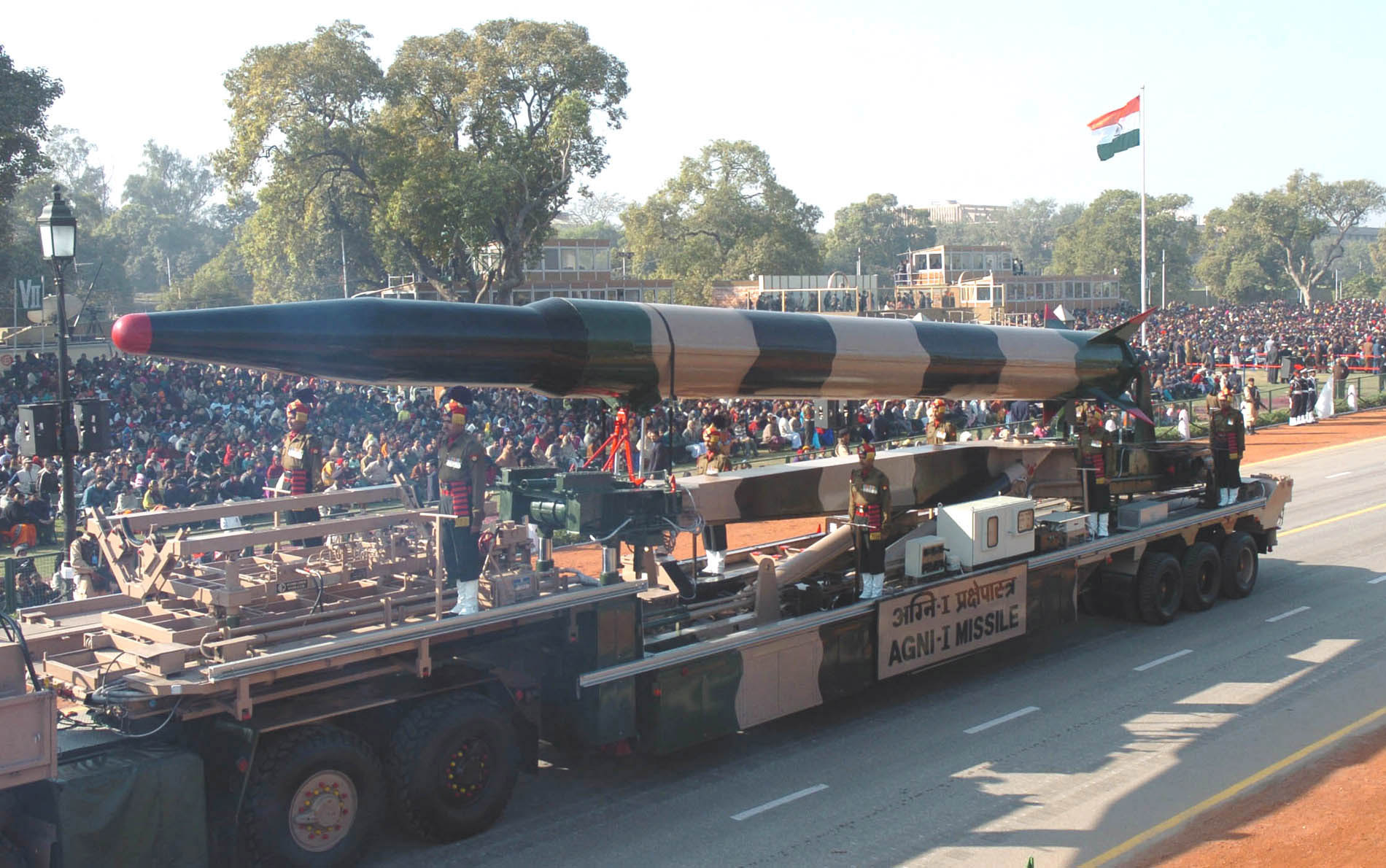
烈火-1短程彈道飛彈

烈火-1（英語：Agni-I）是一種短、中程彈道飛彈，射程達700至1,300公里。雖然烈火-1從名字上是烈火家族第一位成員，但它實際上並不是印度最早期試驗的烈火型飛彈，而只是烈火-2的降級版本。相比於烈火-2，烈火-1更為精準和更具流動性，而且成本較之為低。
2007年10月24日，印度成功完成了可携帶核彈頭的烈火-1中程彈道飛彈的試驗。

### 烈火-2
主條目：烈火-2中程彈道飛彈

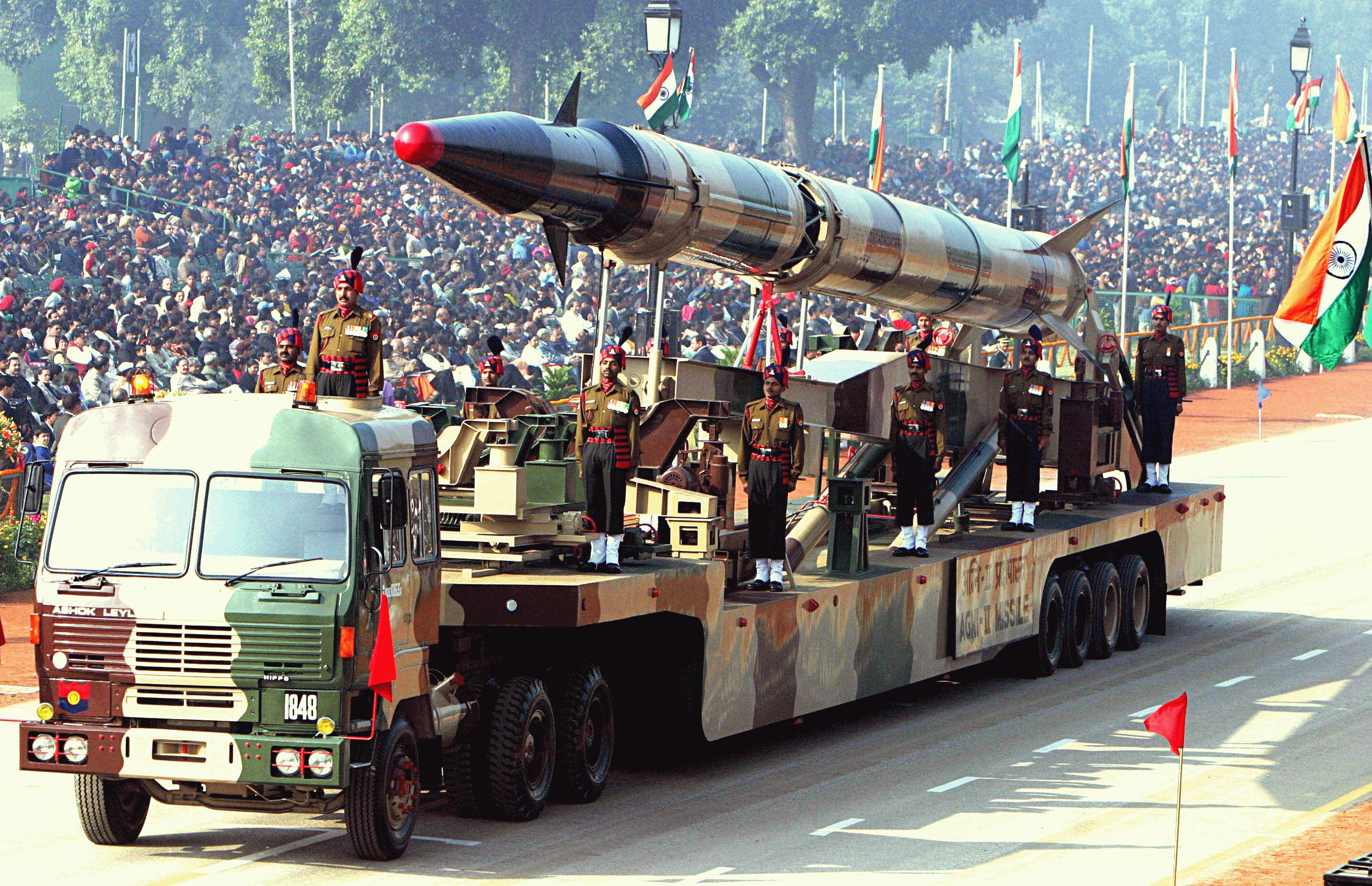
烈火-2中程彈道飛彈

烈火-2（英語：Agni-II）是一種中、遠程彈道飛彈，射程可達2,000至3,000公里。
烈火-2曾經衍生出許多型號版本，包括「烈火-2 Mk2」（或稱烈火-2+）型號，是為一切烈火飛彈系列的研發基礎。

### 烈火-3

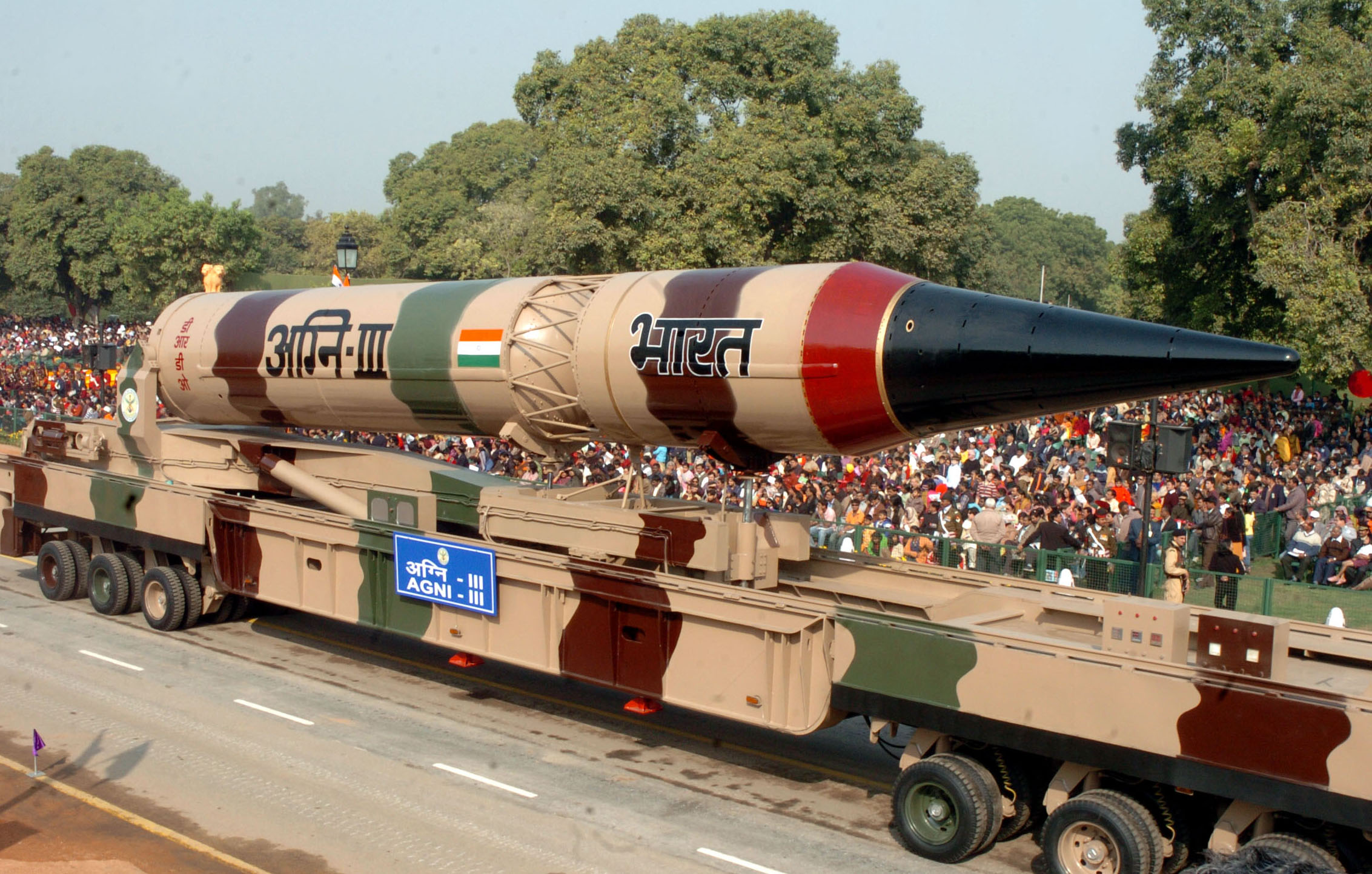
烈火-3遠程彈道飛彈

烈火-3（英語：Agni-III）是一種遠程彈道飛彈，射程達3,500至5,500公里，能夠攜帶重達1.5噸的核彈頭。烈火-3曾經多番改良，因此各種版本的性能差異也比較大。目前烈火-3彈道飛彈是印度的飛彈部隊中的主力。

### 烈火-4
主條目：烈火-4遠程彈道飛彈

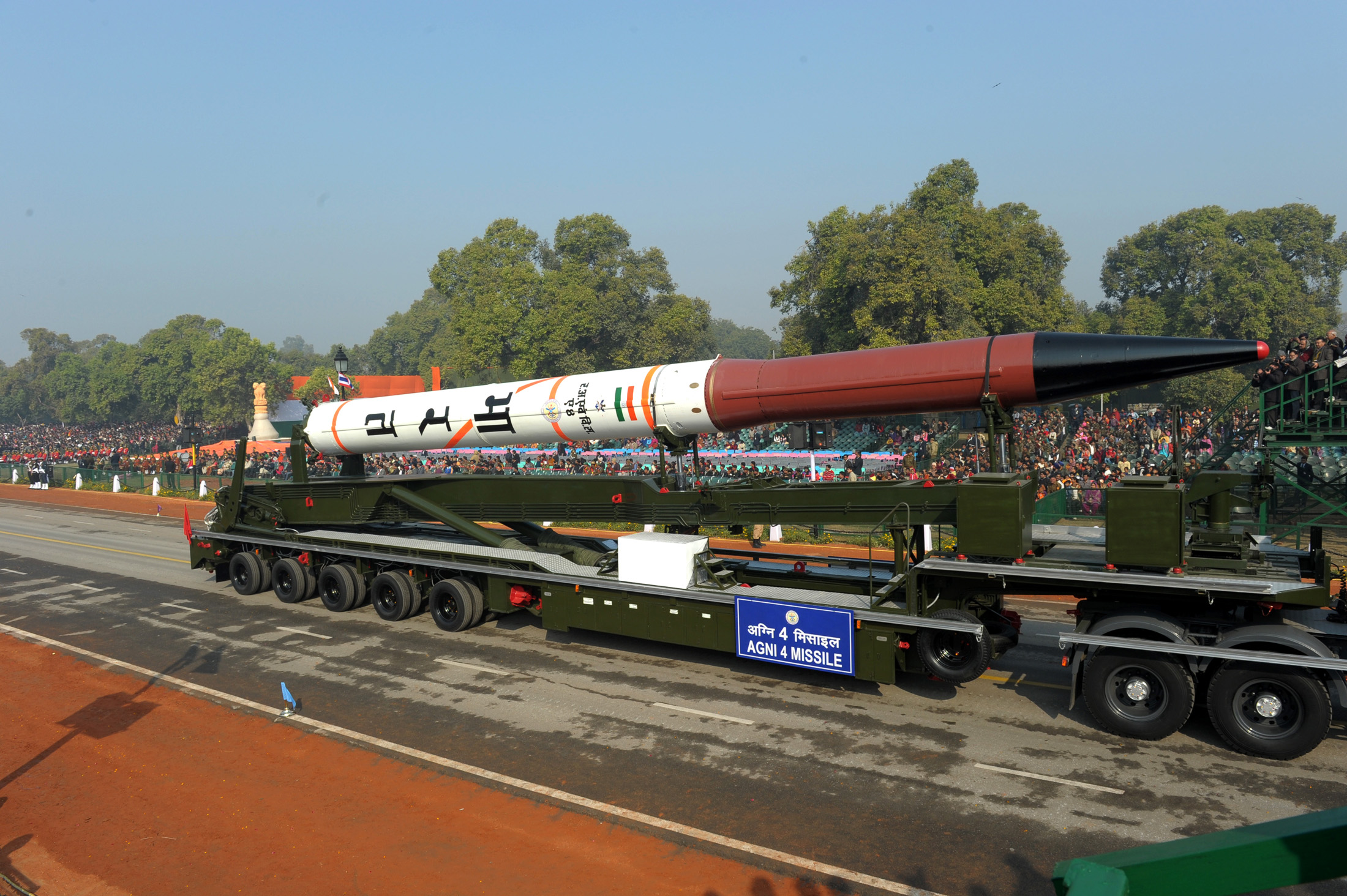
烈火-4遠程彈道飛彈

烈火-4（英語：Agni-IV）是一種中、遠程彈道飛彈，射程達3,000至4,000公里，是烈火-2最新改進型，性能介乎於烈火-2至烈火-3之間。雖然烈火-4結構較為簡單，重量較之前的烈火成員輕，精準度也較之為高，是印度目前最成熟的彈導飛彈。

### 烈火-5

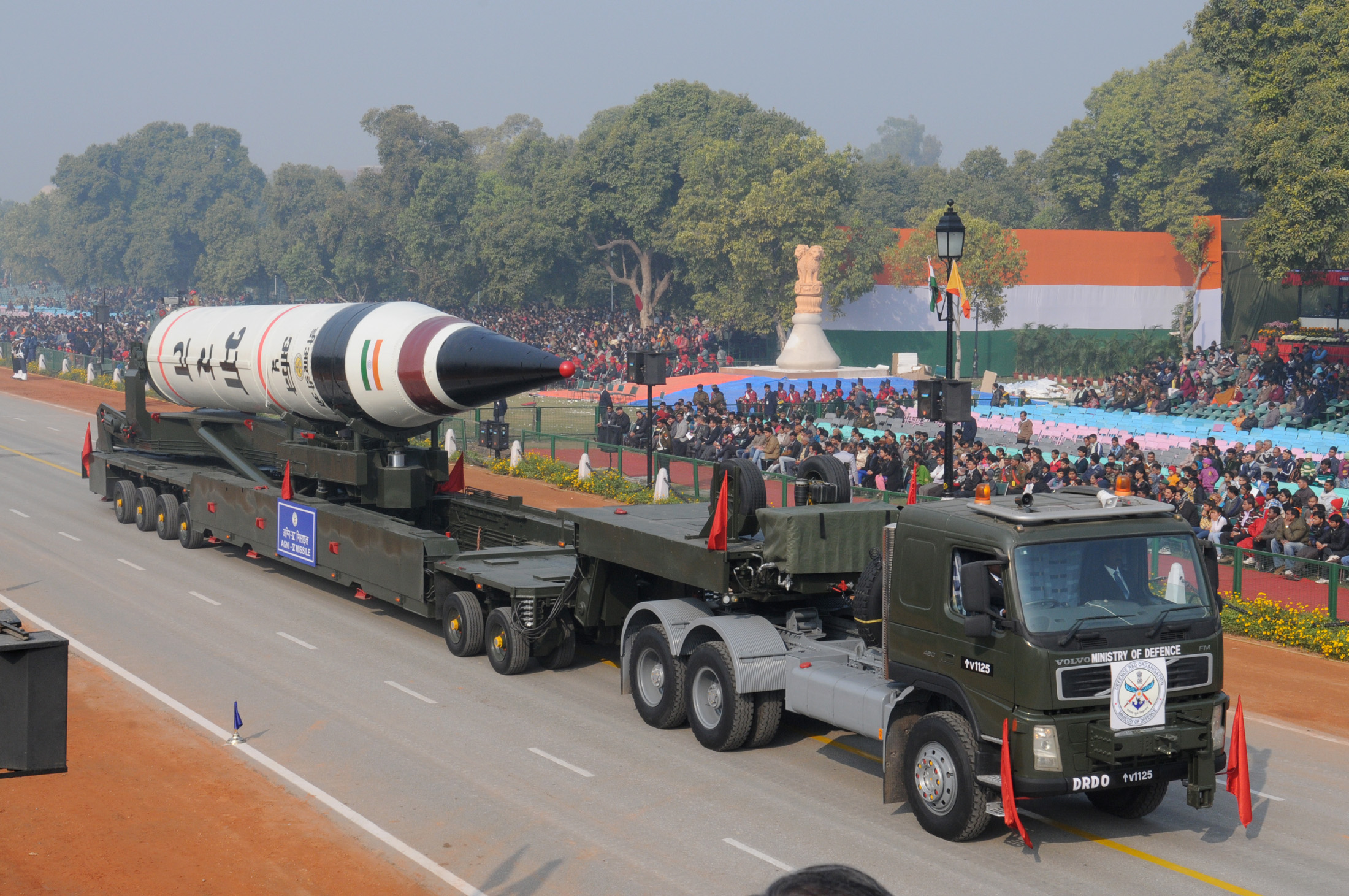
烈火-5洲際彈道飛彈

烈火-5洲際彈道飛彈為印度國防研究和發展組織(DRDO)研製的固態燃料洲際彈道飛彈，可對5,000公里以外的目標進行攻擊，該飛彈已於2012年4月19日由奧里薩邦惠勒岛試射成功。

### 烈火-6
烈火-6（英語：Agni-VI）是印度國防研究和發展組織（DRDO）正在發展的洲際彈道飛彈與潛射彈道飛彈，也是目前烈火系列彈道飛彈系列中最新一員。烈火-6將可攜帶多枚核彈頭，其射程達八千公里至一萬二千公里，具備多目標核打擊能力（MIRV）。
2013年2月，印度國防研究和發展組織（DRDO）主席薩拉斯瓦特（V. K. Saraswat）透露烈火-6已經完成設計，並且可在兩年半之內生產出來。
除此之外，由於印度一直沒有簽署不扩散核武器条约，同時又大力發展核武器，令印度此舉備受國際關注。

## 規格列表
| 名稱               | 類型                      | 射程範圍            | 服役時間               |
| ------------------ | ------------------------- | ------------------- | ---------------------- |
| 烈火-1短程彈道飛彈 | 短程弹道导弹 中程彈道飛彈 | 700 – 1,300 公里    | 2002年／2004年（新款） |
| 烈火-2中程彈道飛彈 | 中程彈道飛彈 遠程彈道飛彈 | 2,000 – 3,200 公里  | 1999年                 |
| 烈火-3彈道飛彈     | 中程彈道飛彈 遠程彈道飛彈 | 3,500–5,500 公里    | 2004年／2011年（新款） |
| 烈火-4遠程彈道飛彈 | 遠程彈道飛彈              | 3,000–4,000 公里    | 2014年                 |
| 烈火-5洲際彈道飛彈 | 洲際彈道飛彈              | 5,000–8,000 公里    | 2014年（測試中）       |
| 烈火-6洲際彈道飛彈 | 洲際彈道飛彈 潛射彈道飛彈 | 8,000 – 10,000 公里 | 開發中                 |